# Thomas Ford (politiker)

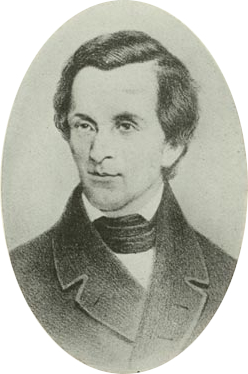
Thomas Ford

Thomas Ford, född 5 december 1800 i Fayette County, Pennsylvania, död 3 november 1850 i Peoria, Illinois, var en amerikansk demokratisk politiker och jurist. Han var den 8:e guvernören i delstaten Illinois 1842–1846.
Ford studerade först vid Transylvania University i Kentucky och fortsatte sedan med studier i juridik. Han gifte sig 1828 med Frances Hambaugh och paret fick fem barn. Han deltog i Black Hawk-kriget och var domare i Illinois högsta domstol 1841–1842.
Under Fords tid som guvernör urartade konflikten mellan mormonerna i Nauvoo och den övriga befolkningen till regelrätt inbördeskrig. Ford skickade in de delstatliga försvarsstyrkorna, milisen, för att ingripa i konflikten. Ford anklagade mormonernas ledare Joseph Smith för att ha uppviglat till förstörelsen av tidningen Nauvoo Expositors redaktion i juni 1844. 
Ford hade lovat att skydda Smith om han ger sig och svarar mot anklagelserna. Smith mördades ändå 27 juni 1844 av en pöbel i Carthage, Illinois när han lydde Fords uppmaning att låta sig fängslas. Konflikten i Illinois kallas Illinois Mormon War och den avslutades med att Brigham Young ledde 1846 mormonerna västerut, mot Utah.
Efter tiden som guvernör skrev Ford Illinois historia. Boken A History of Illinois: From Its Commencement as a State in 1818 to 1847 utkom postumt 1854. Fords hustru avled 1850 i cancer och Ford själv dog tre veckor senare i tuberkulos. Fords grav finns på Springdale Cemetery i Peoria, Illinois. Ford County, Illinois har fått sitt namn efter Thomas Ford.